# Said-Sergej Nurislamov
Said-Sergej Nurislamov (* 13. April 1980; † 12. April 2016 in Bietigheim-Bissingen) war ein deutsch-kasachischer Boxer und Kickboxer im Halbweltergewicht (bis 64 kg) sowie Betreiber eines Kampfsport-Studios in Stuttgart.
In Deutschland boxte er u. a. für den Karlsruher SC sowie in der Bundesliga für Bayer Leverkusen. Er war mehrfacher badischer und süddeutscher Meister sowie Dritter bei deutschen Meisterschaften. Im Jahr 2004 wurde er zudem WKA-Weltmeister im Kickboxen.
In der Nacht zu seinem 36. Geburtstag wurde er von einem bislang unbekannten Täter erschossen.